# The Lord of the Rings Strategy Battle Game
The Lord of the Rings Strategy Battle Game (LotR SBG), тепер відома як The Hobbit: The Battle of Five Armies Strategy Battle Game — настільна гра з мініатюрами, що видається компанією Games Workshop. Вона заснована на трилогії фільмів «Володар Перснів» Пітера Джексона та однойменній трилогії книг Джона Толкіна.
Games Workshop випустила кілька редакцій правил в міру виходу фільмів, а у грудні 2012 року у зв'язку з виходом фільму «Гобіт», гра отримала велике оновлення і нову назву. LoTR SBG є однією з трьох основних настільних ігор Games Workshop, поряд з Warhammer Age of Sigmar і Warhammer 40000.

## Правила

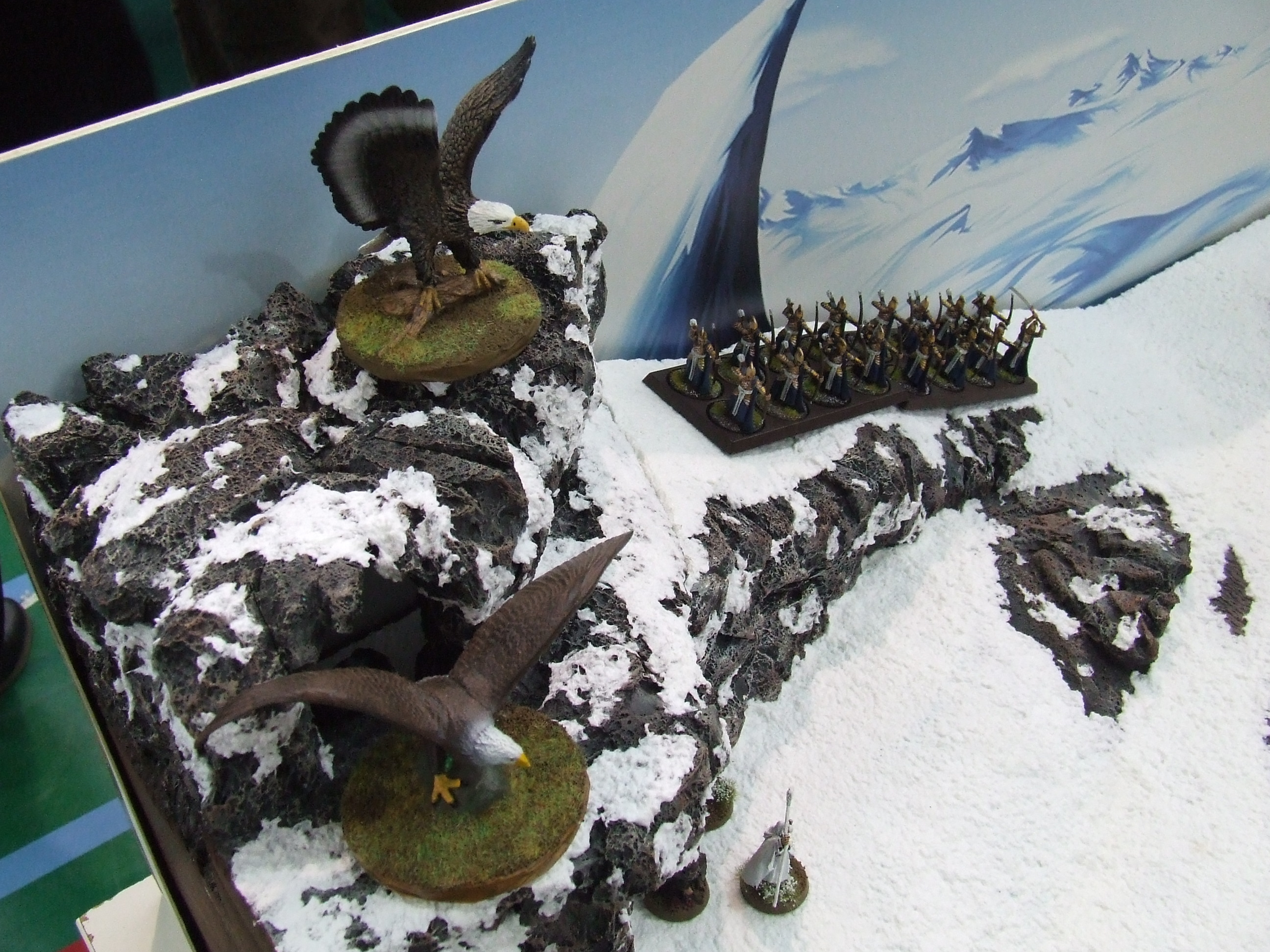
Мініатюри The Lord of the Rings Strategy Battle Game

Для гри потрібні поле, мініатюри воїнів та оточення, гральні кубики, лінійки та записник. Кожна битва LotR SBG розігрує протистояння сил Добра і Зла, відповідно до якого гравці стають за якусь зі сторін та обирають сценарій. На відміну від ігор серії Warhammer, ходи гравців не поділяються на звичні фази. Перед початком ходу випадково визначається хто почне першим. Впродовж ходу боєць може рухатися, стріляти чи битися. Кожна мініатюра індивідуальна і вони не об'єднуються в загони.
Війська володіють наступними характеристиками: вміння битися (F), сила (S), захист (D), атака (A), рани (W) і хоробрість (C). Мініатюри «бачать» одна одну, якщо від очей одної мініатюри можна провести пряму лінію до якої-небудь частини тіла іншої. Сюди не враховуються зброя, екіпіровка, роги чи хвости. Перетяті ландшафти або вода зменшують дальність руху військ, але разом з тим мініатюри можна поставити на скелі або руїни. При цьому кидком дайсів визначається чи зможе боєць видертися на них або зірветься. Мініатюра, яка стоїть біля певної перепони, охороняє її в певному радіусі, подолати який без бою не може жоден ворог.
Якщо боєць зустрічає страшного ворога або його союзники розбиті, проходиться тест на хоробрість. Залежно від результату, він продовжить битися або злякається і забирається зі столу, як і при загибелі.
Герої володіють додатковими характеристиками міць/воля/доля (M/W/F), які відповідно модифікують звичайні параметри. Наприклад, доля дозволяє ігнорувати рани. Чаклуни додатково володіють аурами, що поширюються на союзників чи ворогів у визначеному радіусі. До прикладу, «Спустошення хоробрості» віднімає 1 одиницю хоробрості.

## Армії

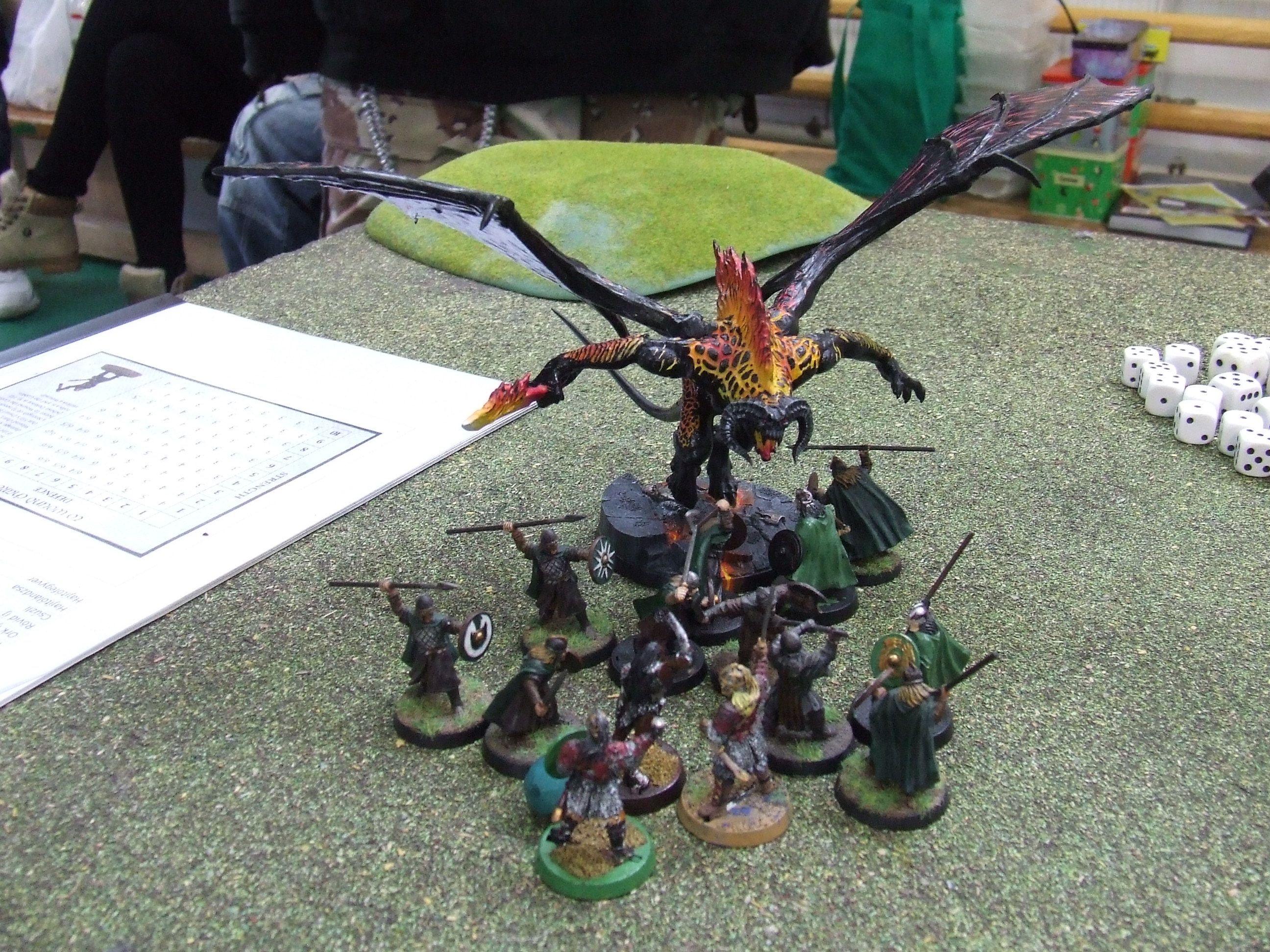
Воїни Вільних народів у боротьбі проти злого Балрога

### Вільні народи (Добро)
- Братство Персня
- Ельфи
- Гондор
- Роган
- Гноми
- Гобіти
- Дунадани і Арнор
- Друендани
- Мандрівники
- Чаклуни

### Сили Темряви (Зло)

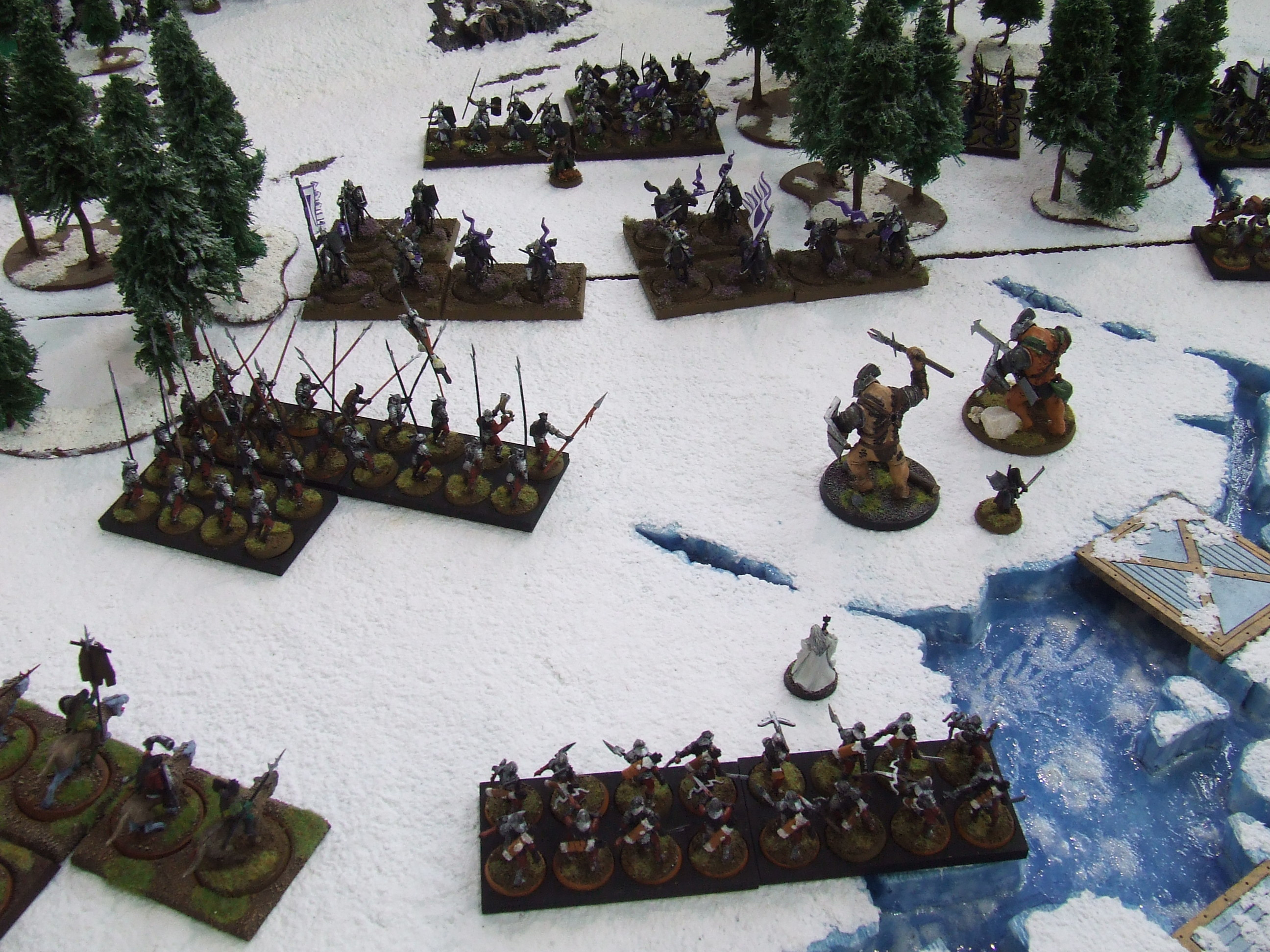
Повномастштабна битва

- Повномастштабна битваАнгмар
- Морія
- Ізенгард
- Мордор
- Дол Гулдур
- Гарад
- Пірати
- Істерлінги
- Кханд
- Чудовиська

## Історія
The Lord of the Rings Strategy Battle Game не була першою настільною грою за «Володарем перснів». В 1979 році Heritage випустила серію мініатюр за анімаційним фільмом «Володар перснів». Mithril Miniatures 1987 також створили свої мініатюри. З 1985 по 1988 Citadel Miniatures випускала власні для рольової гри Middle Earth Role Playing game від Iron Crown Enterprises.Також їх можна було використовувати в інших іграх, як Warhammer Fantasy Battle.
Саму The Lord of the Rings Strategy Battle Game, повноцінну гру за «Володарем перснів» було створено Games Workshop за мотивами фільму «Володар перснів: Хранителі Персня» у 2001 році. До початкового набору входили пластмасові слайди гоблінів і воїнів Останнього Союзу. Сценарії битв орієнтувалися на події «Хранителів Персня», а самі битви були невеликих розмірів. Список мініатюр був невеликий, персонажі не володіли магією і не було кінноти.
Коли гра стала успішно продаватися, з виходом фільму «Володар перснів: Дві вежі» в 2002 році її було перейменовано на Lord of the Rings — The Two Towers». З'явилися пластикові набори кінноти, розширився набір піхотинців. Відповідно з'явилися нові правила, а також правила облог. Стартовий набір містив кінноту Рогану і воїнів Урук-хаїв. Того ж року став видаватися журнал «Battle Games in Middle-Earth», який містив описи світу Середзем'я Толкіна, фото мініатюр, додаткові правила і сценарії для гри. Кожен випуск мав додатково безплатну мініатюру для настільної гри, що сприяло залученню нових гравців.
У 2003 році вийшов третій фільм «Володар перснів: Повернення короля» і оновлення гри — Lord of the Rings — The Return of the King. У правилах були додані прапори, змінено характеристики старих мініатюр і доданий великий ряд нових. Сценарії охоплювали, крім битв фільму, непоказані в ньому облогу Еребору, папад на Лотлоріен та інші. До гри стали виходити додатки (supplement) у вигляді книг, що оповідали про маловідомі події Війни Персня, або детально описували інші події Третьої Епохи. Доповнення внесли правила для нових героїв (Ґлоріндфел, Том Бомбадил та ін.), додаткові армії (гномів, істерлінгів і т. д.).
Коли в 2014 вийшов новий фільм за творами Толкіна — «Гобіт: Несподівана подорож», гру було оновлено і названо The Hobbit SBG з підзаголовком «An Unexpected Journey». Фільм «Гобіт: Битва п'яти воїнств» також знайшов відображення, ставши основою для нових правил і зміни назви на The Hobbit: The Battle of the Five Armies Strategy Battle Game.